# Madonna karmiąca
Madonna karmiąca – obrazy olejne hiszpańskiego malarza pochodzenia greckiego Dominikosa Theotokopulosa, znanego jako El Greco.

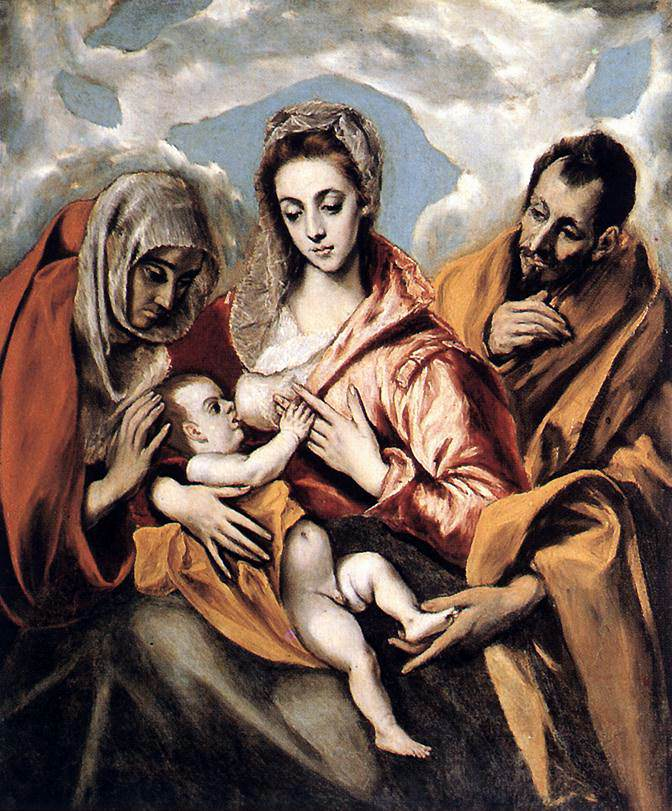
Madonna karmiąca
1595,
127 × 106 cm
Hospital de Tavera, Toledo

## Opis obrazu
Madonna karmiąca rozpoczyna całą serię obrazów malarza przedstawiających Świętą Rodzinę. Być może pod wpływem reformacji El Greco pragnął przedstawić Świętą Rodzinę w sposób bardziej ludzki i przystępny. Maria jako pośredniczka wiernych staje się poprzez matczyny odruch jeszcze bardziej bliższa wszystkim wiernym. Jednocześnie postacie są ucieleśnieniem piękna. Madonna ma wysokie czoło, duże oczy pod pięknie zarysowanymi brwiami, małe czerwone usta i bladą cerę. Włosy zakrywa przezroczysta woalka. Jej piękne dłonie i arystokratyczna postawa nasuwają skojarzenia z Madonną Parmigianina. Prawa pierś Madonny jest ssana przez małego Jezusa, który poprzez swoją nagość ukazuje nie boskość, ale swoją ludzką naturę i płeć. Matczyny odruch jest tak realistycznie ukazany, iż temat stał się bardzo popularny w ówczesnej Hiszpanii. Do tej popularności przyczyniło się dążenie El Greca do przedstawienia ideału piękna. Widać to szczególnie w drugiej wersji Madonny karmiącej powstałej w 1595 roku. Badania rentgenowskie wykazały zmiany, jakich artysta dokonywał malując twarz Madonny: kilkakrotnie poprawiał ją, szukając odpowiednich proporcji. W rezultacie, jak podają krytycy, twarz Marii z obrazu z Tavera Hospital jest jednym z najpiękniejszych wizerunków Madonny
W wersji nowojorskiej za plecami Marii stoi nieco przyczajony św. Józef. Nie wiadomo czy spogląda on z zaciekawieniem na małego Jezusa, czy na sam akt karmienia. W wersji późniejszej sytuacja jest już wyjaśniona. Józef również spogląda na Jezusa, ale jednocześnie lewą ręką przytrzymuje nóżkę Dzieciątka przez co nadaje kierunek swojego zainteresowania. To że cała uwaga skoncentrowana jest na Jezusie podkreślona jest gestem św. Anny, która głaszcze jego główkę. Wprowadzenie trzeciej dorosłej postaci zwiastuje odejście od koncepcji przedstawienia trzyosobowej Świętej Rodziny i zaproszenie do niej kolejnych postaci. Poza św. Anną artysta wprowadził w kolejnych latach Marię Magdalenę i Jana Chrzciciela. W obu wersjach Dzieciątko Jezus wydaje się być zbyt wyrośnięte i przedstawione w naturalistyczny sposób, co kontrastuje z wyidealizowaną twarzą Matki.
Obraz z Toledo został ofiarowany na rzecz Szpitala de San Juan Bautista de Toledo przez Teresę de Aguilera, wdowę po Alonso Capoche. O fakcie tym wspomina się w inwentarzu z 1631 roku. Rok powstania dzieła: 1595 jest przez niektórych historyków kwestionowany i przesuwany nieco później w chronologii twórczości El Greca.

## Proweniencja
- Madonna karmiąca (wersja nowojorska): kolekcja Conde del Oñate, kolekcja Marqués de Salamanca, kolekcja José de Madrazo (Madryt), od 1896, w kolekcji Raimundo de Madrazo (Paryż), kolekcja M. Haro (Paryż), Hispanic Society of America[4]

- Madonna karmiąca (wersja toledańska): podarunek Teresy de Aguilera, wdowy po Alonso Capoche dla Hospital de Tavera. Pierwsza wzmianka o obrazie pojawiła się w spisie z 1631, pozostał tam do 1936 roku; w kolekcji księżnej Lerma od 1962; Hospital de Tavera.